# قفس (فیلم ۱۹۶۳)
«قفس» (فرانسوی: La Cage‎) یک فیلم است که در سال ۱۹۶۳ منتشر شد. از بازیگران آن می‌توان به مارینا ولادی اشاره کرد.